# Люикс, Люк
Люк Люикс (нидерл. Luc Luycx; 11 апреля 1958, Алст, Западная Фландрия, Бельгия) — бельгийский компьютерный инженер, медальер, известный благодаря разработке дизайна реверса монет евро.
В течение 15 лет работал сотрудником Королевского бельгийского монетного двора.
В 1997 году был объявлен общеевропейский конкурс на лучший проект монет евро. Л. Люикс разработал свою серию монет с использованием CorelDRAW и представил их на конкурс. Его проекты понравились широкой европейской общественности, в Европейской Комиссии и Европарламенте, и 13 июня 1997 г. Европейский Совет объявил о том, что проекты Лаукс — лучшие из представленных. Он выиграл общеевропейский конкурс на лучший проект монет евро, которые были введены в обращение 1 января 2002 года.
Л. Люикс получил вознаграждение в размере 24000 ЭКЮ. Его проекты в настоящее время представлены на всех монетах евро. Рисунок реверса символизирует единство Европейского союза.
Аверс монет, выпущенных в каждой из стран еврозоны, отличается и утвержден национальными парламентами.
Подпись на монете — две перекрещивающиеся буквы LL, напоминающие цифру 4.
Л. Люикс разработал также макет бельгийских монет и франк. Занимается созданием памятных медалей и почтовых штампов Бельгии.